# Thomas Armstrong (cyclisme)
Pour les articles homonymes, voir Thomas Armstrong, Thomas Armstrong (musicien) et Armstrong.
Thomas "Tom" Armstrong, né le 27 août 1994 à Preston (Angleterre), est un coureur cycliste britannique.

## Biographie
En 2021, Thomas Armstrong rejoint l'équipe continentale Electro Hiper Europa, basée en Espagne mais évoluant sous licence argentine,. L'année suivante, il bénéficie d'un contrat professionnel à temps plein. Il se distingue lors du Tour du Portugal en réalisant quatre tops dix. 

## Palmarès
- 2019
  - 2e étape du Tour de Cantabrie
  - GP San Gregorio
  - 2e de la Clásica de Pascua
- 2020
  - Mémorial Santisteban
  - 3e de la Xacobeo 2021
- 2024
  - 3e du Sheffield Grand Prix
  - 3e du Beaumont Trophy
- 2025
  - 3e du Dawlish Grand Prix

## Classements mondiaux
| Année                                 | 2022  | 2023  |
| ------------------------------------- | ----- | ----- |
| Classement mondial                    | 2511e | 3226e |
| UCI Europe Tour                       | 1535e | nc    |
|                                       |       |       |
| Légende : nc = non classéSource : UCI |       |       |